# Уэбб, Джэк
Джэк Уэбб (англ. Jack Webb), имя при рождении Джон Рандольф Уэбб (англ. John Randolph Webb) (2 апреля 1920 года — 23 декабря 1982 года) — американский актёр, продюсер, режиссёр и сценарист кино и телевидения, работавший в период 1940-80-х годов.
На большом экране свои лучшие роли Уэбб сыграл в фильмах нуар «Он бродил по ночам» (1948), «Тёмный город» (1950), «Бульвар Сансет» (1950) и «Свидание с опасностью» (1951), а также драме «Мужчины» (1950).
Однако более всего Уэбб известен как криэйтор, продюсер, сценарист, режиссёр и исполнитель главной роли в новаторском полицейском телесериале «Облава», который шёл в период с 1951 по 1959 год, а позднее — под названием «Облава 67» с 1967 по 1970 год.

## Ранние годы жизни и начало карьеры
Джэк Уэбб родился 2 апреля 1920 года в Санта-Монике, Калифорния, он был единственным ребёнком в семье Сэмюэля и Маргарет Уэбб. Когда Уэббу было два года, его отец-иудей и мать-католичка развелись, и он вместе с матерью и бабушкой переехал в район Лос-Анджелеса, который актёр позднее описывал как «слишком бедный, чтобы в нём можно было что-либо украсть». Уэбб вспоминал, что они жили в чрезвычайно бедном районе, где практически не было работы: «Мать и бабушка работали лишь тогда, когда удавалось найти работу, но большую часть времени нам приходилось отдыхать. Как и всем остальным» . В детском возрасте Уэбб заболел пневмонией, которая перешла в бронхит, а позднее в астму. Вместо того, чтобы играть в детские игры с соседскими мальчишками Уэбб рисовал, слушал радио и читал книги из местной библиотеки.
В старшем классе средней школы Уэбб заинтересовался драматическим искусством и часто играл в школьных постановках. После окончания школы он получил стипендию на учёбу в Университет Южной Калифорнии, но отказался от неё, и 18-летнем возрасте поступил на работу в магазин мужской одежды. В течение следующих четырёх месяцев Уэбб вырос от рядового работника до управляющего магазином, одновременно начав выступать в программах местных радиостанций.
В 1943 году Уэбб поступил на службу в Военно-воздушные силы. Он был направлен в учебный лагерь в Миннесоте, где проходил предполётную программу подготовки и даже пилотировал бомбардировщик (по другим сведениям, он так и не был допущен к полётам). В армии он написал, поставил и выступил ведущим двух развлекательных шоу по программе Объединённых организаций обслуживания вооружённых сил.

## Начало работы на радио и в кино во второй половине 1940-х годов
В 1945 году Уэбб получил увольнение в связи с необходимостью содержать мать и бабушку . После демобилизации он отправился работать в Сан-Франциско на радиостанцию KGO, где стал диск-жокеем утреннего шоу «Кофейный клуб». Некоторое время он был ведущим сатирического комедийного сериала, пока не нашёл своё истинное призвание в детективных мелодрамах. В сотрудничестве с будущим оскароносным сценаристом Ричардом Л. Брином (который продолжал с ним работать вплоть до его смерти в 1967 году) Уэбб придумал шоу про крутого частного детектива «Пэт Новак в наём», в котором играл крутого детектива в течение 26 недель.
Игра Уэбба на радио привела его к дебюту в кино, когда в 1948 году он сыграл эпизодическую роль в низкобюджетном фильме нуар «Бессмысленный триумф», продюсером которого был Пол Хенрейд, сыгравший в нём двойную роль психиатра и преступника.
После этого Уэбб сыграл свою первую значимую роль второго плана в качестве эксперта-криминалиста полицейской лаборатории в ставшем классическим фильме нуар «Он бродил по ночам» (1948). Этот динамичный фильм рассказывает историю Рэя Моргана (Ричард Бейсхарт), талантливого вора-психопата, который убивает офицера полиции во время попытки ограбления магазина электроники. Моргану не раз удаётся уйти от полиции благодаря прослушиванию полицейской волны и частой смене способа своих действий, но, в конце концов он гибнет во время напряжённой погони по каналам дренажной системы Лос-Анджелеса. Хотя, по словам историка кино Карен Хэннсберри, критики практически не уделили внимания игре Уэбба, тем не менее, этот фильм стал поворотным пунктом в его карьере. Во время съёмок Уэбб познакомился с сержантом Марти Уинном, которому Департамент полиции Лос-Анджелеса поручил работу технического консультанта фильма. Именно предложение Уинна создать радиопрограмму, основанную на реальных случаях из полицейской практики, подало Уэббу идею «Облавы». При содействии Департамента полиции актёр стал изучать полицейские методы работы, технические приёмы и терминологию, выезжал с полицейскими на реальные вызовы и даже занимался в полицейской академии, изучая криминальное право. В 1948 году с помощью Уинна и детектива из Лос-Анджелеса Джека Донахоу, Уэбб разработал концепцию и написал пилотную историю сериала, первоначально планируя назвать его «Коп» или «Сержант». Позднее он остановился на названии «Облава», а также сочинил ныне знаменитый эпилог истории, в котором зрителям сообщалось, что показанная история основана на документальных материалах, а «имена изменены в целях безопасности невиновных» .
В конце концов, Уэбб запустил в эфир то, что, по словам киноведа Хэла Эриксона, «многие обозреватели по-прежнему считают первым реалистическим радиошоу про копов — „Облава“ (1949-57)». Телерадиокомпания NBC купила шоу, а 18 недель спустя табачная компания Liggett & Myers стала его эксклюзивным спонсором, оставаясь таковым на протяжении всех семи лет его выхода в эфир. Первый эпизод сериала вышел в радиоэфир 3 июня 1949 года. Уэбб играл в сериале роль немногословного, делового сержанта Джо Фрайдэя, а Бортон Ярбро — его напарника Бена Ромеро. По словам Хэннсберри, «за два года „Облава“ стала одним из самых популярных радиошоу». Гарриет Ван Хорн из New York World-Telegram была в восторге от «Облавы» как от «одной из самых умных (и наименее кровавых) криминальных программ», особо обращая внимание на то, что в центре внимания «шоу находятся люди, которые обеспечивают соблюдение закона, а не те, кто его нарушает».
Уже в период работы над «Облавой» Уэбб сыграл эпизодическую роль в фильме «Меч в пустыне» (1949) с Дэной Эндрюсом в главной роли, который был посвящён Арабо-израильской войне 1947-49 годов.

## Кинокарьера в первой половине 1950-х годов
В 1950 году вышла драма Фреда Циннемана «Мужчины» (1950) с Марлоном Брандо в его первой главной роли, которая рассказывала о реабилитации инвалидов войны. Как отмечает Хэннсберри, «Уэбб заслужил восторженные отзывы за исполнение одной из своих лучших ролей остроумного паралитика», в частности, Босли Краузер в «Нью-Йорк Таймс» назвал его игру «отличной».
В фильме нуар «Тёмный город» (1950) Уэбб сыграл мелкого шулера Оджи, который вместе с партнёрами обыгрывает в покер заезжего торговца, после чего тот кончает жизнь самоубийством. Брат торговца, крупный бандит, начинает мстить трём шулерам. Подлый Оджи поначалу «петушится и злится, но после убийства первого партнёра начинает бояться и нервничать, в итоге становясь второй жертвой бандита». Как пишет Хэннсберри, фильм имел умеренный успех, однако, критики обратили внимание на умение Уэбба создать, по словам Краузера, образ «низкого труса».
Классический фильм нуар «Бульвар Сансет» (1950) рассказывает трагическую историю отношений неудачливого сценариста (Уильям Холден) и забытой кинозвезды Нормы Десмонд (Глория Свансон). В этой картине Уэбб сыграл небольшую роль Арти Грина, остроумного приятеля главного героя, которого один из персонажей описывает как «самого приятного парня, который когда-либо жил на свете» . Хотя большинство критиков сконцентрировало своё внимание на выдающейся игре Холдена и Свансон, некоторые специалисты обратили внимание и на Уэбба, в частности, Дарр Смит из Los Angeles Daily News написал, что Уэбб и актёры второго плана были «реальными обитателями этой картины из плоти и крови» .
В своём последнем фильме нуар «Свидание с опасностью» (1951) Уэбб сыграл свою самую большую роль этого периода. В качестве члена банды Джо Ригаса он убивает инспектора Почтовой службы США, случайной свидетельницей чего становится монахиня, сестра Агустина. Намереваясь найти убийц, коллега убитого Эл Годдард (Алан Лэдд) внедряется в банду, однако его ненамеренно выдаёт монахиня. Джо собирается убить и его, однако в итоге Годдард убивает Джо. Как отмечает Хэннсберри, в этом фильме Уэбб создал свой самый отвратительный нуаровый образ. В одной сцене он яростно требует убить сестру Агустину, чтобы она не смогла его опознать. В другой сцене он забивает своего слабовольного сообщника до смерти бронзовой фигуркой. Босли Краузер в рецензии «Нью-Йорк Таймс» отметил игру Уэбба в роли «злобного бандита, который подозревает Лэдда», а Variety указал на «умелое донесение им чувства угрозы».

## Телесериал «Облава» (1951-59)

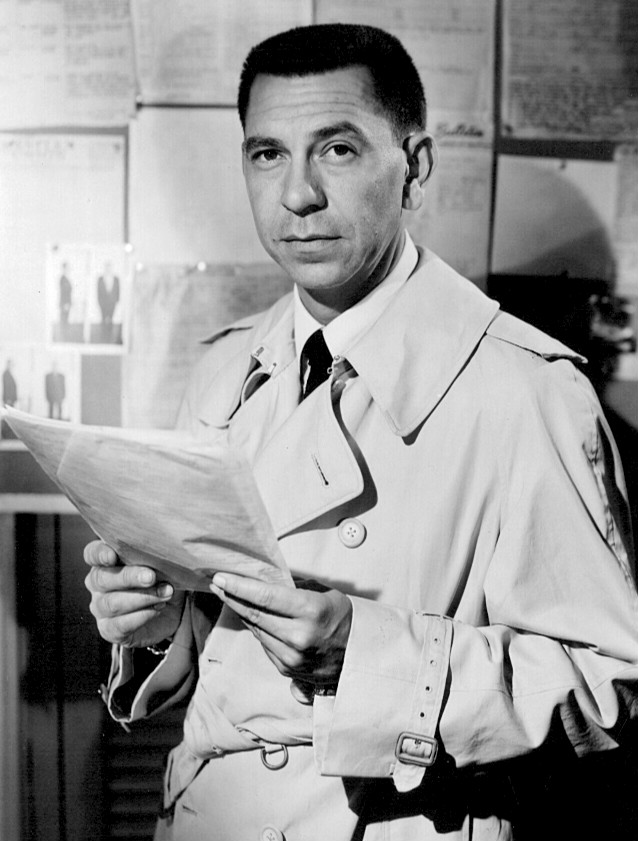
Джэк Уэбб в роли сержанта Джо Фрайдэя в телесериале «Облава» (1957)

Как отмечает Хэннсберри, в 1951 году Уэбб добился перенесения своего успешного радиосериала «Облава» на малый экран, и в конце года телесериал «Облава» стал еженедельно выходить в эфир по четвергам на телеканале NBC-TV. Уэбб продолжал играть роль сержанта Джо Фрайдэя, а Бартон Ярдбро вновь получил роль Бена Ромеро. Однако после съёмки всего двух эпизодов Ярдбро неожиданно умер от инфаркта. На роль пробовалось несколько актёров, и наконец, роль офицера Фрэнка Смита получил Бен Александер, игравший её вплоть до завершения демонстрации телесериала в 1959 году. По словам Хэннсберри, шоу стало мгновенным хитом и вошло в американскую популярную культуру серией символов и памятных фраз, среди них музыкальная тема, проходящая через весь сериал, а также вступительные слова: «Это город Лос-Анджелес, Калифорния», и такие часто повторявшиеся фразы, как «Меня зовут Фрайдэй. Я коп» и «Только факты, мэм». По словам Эриксона, Уэбб в этом сериале был похожим на ищейку сдержанным и немногословным сержантом полиции Лос-Анджелеса Джо Фрайдэем. «Вооружённый бездонным резервом полицейской терминологии и колоритным репертуаром броских фраз», он стал одним из самых успешных — и самых пародируемых — телеперсонажей 1950-х годов. В этой связи, как в «Нью-Йорк Таймс» написал Фрэнк Джэй Прайор, «Уэбб был поражён тем, что зрители считали, что сержант Фрайдэй будто бы был его портретом». По словам Уэбба, «на самом деле, это совершенно нейтральный персонаж. У него нет религии, у него нет детства, нет никаких сведений о его образовании или об участии в войне, и никакой личной жизни». Уэбб гордился тем, что сделал шоу с минимальным насилием. Как он однажды заметил, в первых 60 эпизодах сериала было всего 15 выстрелов и три драки. По словам Хэннсберри, за свой сериал Уэбб удостоился множества хвалебных отзывов. В частности, один из многих рецензентов восхвалял его за «полное отвращение к клише традиционных криминальных программ» . Позднее Роберт А. Джонс вспоминал в «Лос-Анджелес Таймс», что показанные в сериале копы в гражданской одежде перевернули сложившееся в то время представление о полицейских: «Эти копы были высокими, с плоскими животами и демонстрировали благородство на месте преступления. Они казались профессионалами. Они обращались к детективам словом „сэр“ и не демонстрировали никакого цинизма. Они навещали в больницах жертв преступлений…. Изобретённый в сериале мир был местом простой морали, простых ценностей и чистой жизни. У каждого копа в гражданской одежде была подружка-блондинка, а по ночам он волновался о людях, ради которых он служит и которых призван защищать».
Как отметил Прайор, на вершине своей популярности телесериал «Облава» собирал еженедельно 38 миллионов зрителей, и в течение трёх лет — с 1952 по 1955 год — на радио и телевидении шло одновременно три сериала «Облава». Эриксон указывает: «Почти постоянно находясь в десятке самых популярных программ, „Облава“, которую производила собственная продюсерская компания Уэбба Mark VII Productions, выходила в эфир вплоть до 1959 года». За работу на телесериалом Уэбб был удостоен многочисленных наград — он дважды получил премию Гильдии режиссёров Америки как лучший телережиссёр (1954, 1955), премию Billboard как лучший актёр (1954), и пять раз номинировался на премию Эмми как лучший актёр (1953, 1954 и 1955), как лучший мужской персонаж (1954) и как лучший режиссёр телесериала (1956).
Опираясь на популярность своего шоу, в 1954 году Уэбб стал продюсером и исполнителем главной роли в художественном фильме по мотивам сериала. Комментируя этот фильм, Уэбб говорил, что ему хотелось поработать в более просторном полуторачасовом формате, заявив «Если честно, я был слишком ограничен на телевидении — в 22 минутах (продолжительность одного эпизода телесериала) просто-напросто не хватает времени, чтобы показать какую-либо реальную эмоцию, какую-либо игру чувств… Он слишком быстр, слишком рублен. К счастью, наши актёры одни из самых лучших — я поражаюсь тому, что они делают» .

## Кинокарьера во второй половине 1950-х годов
В 1955 году Уэбб вернулся на большой экран, сыграв главную роль джазового корнетиста в криминальном мюзикле «Блюз Пита Келли», где он также выступил в качестве продюсера и режиссёра. Те же функции он выполнял и в двух последующих своих фильмах — военной драме «Инструктор» (1957), где создал нелицеприятный портрет крутого инструктора по подготовке морпехов, и газетной драме «-30-» (1959), в которой сыграл главного редактора газеты. Как отмечает Хэннсберри, оба фильма «были реалистичными, жизненными драмами, которые были хорошо приняты как критиками, так и зрителями». О последнем фильме Уэбб говорил: «Я пытаюсь создать ощущение, что зритель находится в том самом помещении, где происходит действие. В фильме не будет ни единого киноклише о журналистской работе. Никто не будет нестись с криком: „Остановите пресс!“. А редакторы не будут говорить: „Я сделаю историю, которая вывернет город наизнанку“. Также не будет репортёров с удостоверениями, прикреплёнными к шляпам» .
Уэбб вернулся на большой экран год спустя с редкой для себя комедией «Последний раз, когда я видел Арчи» (1961), в которой также был продюсером и режиссёром.

## Карьера на телевидении в 1959-64 годах
К сентябрю 1959 года, когда на телевидении после 276 эпизодов был завершён показ сериала «Облава», Уэбб уже успел стать криэйтором и продюсером ещё трёх телесериалов, однако, по словам Хэннсберри, «ни один из них не добился сравнимого успеха». Драма «Ноев ковчег» о двух ветеринарах вышла на канале NBC с сентября 1956 по февраль 1957 года в 24 эпизодах. «Блюз Пита Келли» демонстрировался на NBC с апреля 1959 по сентябрь 1959 года и состоял из 13 эпизодов. И, наконец, получасовое криминальное шоу «Помощник окружного прокурора» было закрыто в августе 1959 года после восьми месяцев показа и 26 эпизодов. Уэбб возлагал большие ожидания на сериал «Истории журнала „Тру“» (1962) на тему героизма, говоря: «Мы хотим показать, что американцы могут быть патриотичными и героическими людьми. Если нас будут обвинять в том, что мы размахиваем флагами, то чем больше, тем лучше. Именно к этому мы и стремимся». Но и этот сериал был закрыт через год после 33 эпизодов, приведя к многочисленным разговорам о том, что неудачи последних шоу Уэбба связаны с его отсутствием на экране.
В 1963 году Уэбб был назначен генеральным продюсером Warner Bros. Television с расчётом, что он сможет вернуть былую популярность многолетнему детективному телесериалу «Сансет-стрип, 77». Уэбб быстро сменил модную музыкальную тему сериала, поставил в качестве режиссёра актёра Уильяма Конрада и полностью поменял весь актёрский состав за исключением исполнителя главной роли Ефрема Цимбалиста-младшего. Несмотря на эти меры, рейтинги шоу упали, и в декабре 1963 года Уэбб был резко и без церемоний был уволен руководством компании Warner Bros.. Адвокат Уэбба Джейкоб Ширер сказал репортёрам, что его клиент получил письмо, «уведомляющее его, что в его услугах не нуждаются вплоть до дальнейшего предупреждения». Две недели спустя Уэбб подал на Warner Bros. иск, оспаривающий нелегальный разрыв компанией трёхлетнего контракта, по которому он должен получать 150 тысяч долларов в год. Дело было урегулировано во внесудебном порядке в сентябре 1964 года, когда компания согласилась платить Уэббу еженедельную зарплату в 3 тысячи долларов вплоть до окончания контракта".

## Карьера на телевидении в 1967-82 годах

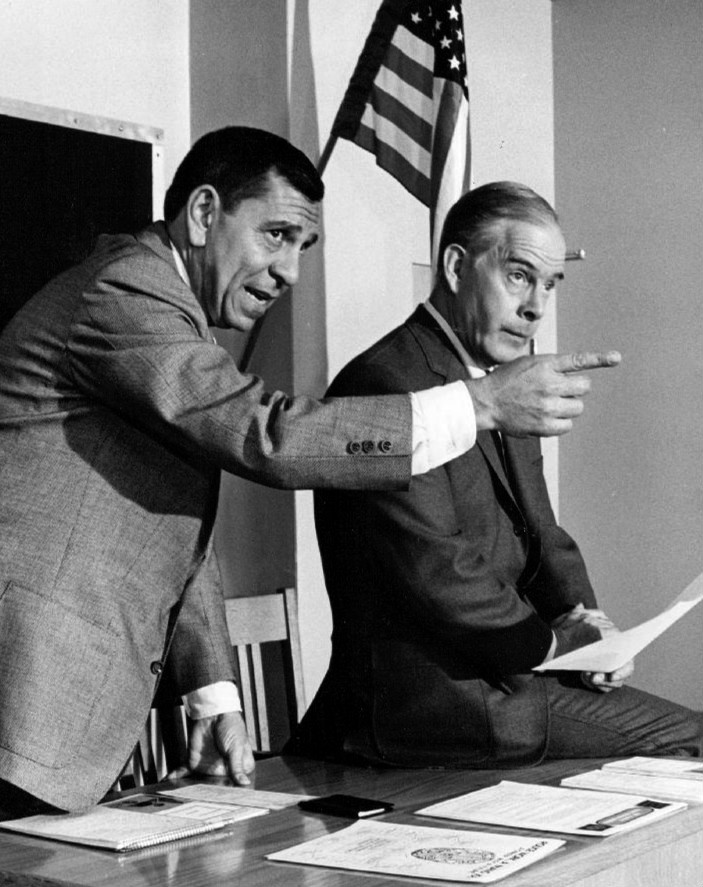
Джэк Уэбб и Гарри Морган в телесериале «Облава 67» (1968)

После увольнения с Warner Bros. Уэбб на три года отошёл от дел, но затем вернулся с проверенным временем сериалом «Облава». 12 января 1967 года Уэбб вновь предстал в образе лаконичного сержанта Джо Фрайдэя в телесериале, который теперь назывался «Облава 67». Второе телевизионное воплощение сериала, где Уэбб был вновь продюсером и режиссёром, стало затрагивать такие актуальные темы, как наркотики и диссидентство студентов, снова став хитом и продержавшись на экране до 1970 года. В интервью 1966 года Уэбб говорил, что последние годы «наступило крушение морали, полное неуважение к официальным властям, и, я надеюсь, такие сериалы, как „Облава“ смогут кое-что сделать для восстановления уважения к закону».
В 1968 году Уэбб вышел с премьерой комедийного криминального телесериала «Адам-12», в центре внимания которого была деятельность двух офицеров лос-анджелесской полиции (их роли исполняли Мартин Милнер и Кент Маккорд). Этот успешный сериал транслировался на NBC в течение четырёх лет и состоял из 174 эпизодов. В 1971-72 годах Уэбб продюсировал криминальный сериал «О’Хара, Казначейство США» с Дэвидом Джэнссеном в главной роли, который был закрыт после 22 эпизодов. Уэбб сделал ещё один хит с больничной драмой «Критическое положение!», премьера которой состоялась на NBC в январе 1972 года. Всего вплоть до сентября 1977 года вышло 123 эпизода этого сериала, а также шесть телефильмов в 1978-79 годах. На роли в этом шоу Уэбб пригласил свою бывшую жену Джули Лондон и её второго мужа Бобби Троупа. Уэбб говорил о Лондон: «Она была потрясающей актрисой, о которой люди забыли после того, как она стала певицей. Именно поэтому я её и нанял». За игру в этом сериале Лондон в 1974 году была номинирована на премию «Золотой глобус» .
Как отметил Прайор, «по состоянию на 1973 год Уэбб был продюсером пяти различных сериалов одновременно» — помимо «Адама-12» и «Критического положения!» в этот год в эфир выходили полудокументальная криминальная драма «Побег» (1973, 4 эпизода), где Уэбб был рассказчиком, криминальное шоу о специальном полицейском подразделении «Погоня» (1973-74, 22 эпизода) и вестерн «Хек Рэмзи» (1972-74, 10 эпизодов). В 1970-е годы Уэбб продюсировал сериал «Сиерра» (1974, 12 эпизодов) о спасательной команде Службы Национального парка, а его компания Mark VII Ltd. производила также сериалы «Мобильная группа один» (1975, 11 эпизодов) о телевизионном новостном подразделении и «Окружной прокурор» (1971-72, 15 эпизодов). Однако, по словам Хэннсберри, ни один из них не добился успеха «Адама-12» и «Критического положения» . На протяжении 1970-80-х годов Уэбб стал также продюсером нескольких телевизионных фильмов, среди них «Хек Рэмзи» (1972), «Погоня» (1973), «Кряж Чёрной жемчужины» (1975), «Маленький Мо» (1978) и «25-й человек» (1982) . Последним телесериалом Уэбба был «Проект НЛО» (1978-79, 27 эпизодов), который рассказывал о необъяснённых случаях из досье по НЛО ВВС США.

## Анализ творчества
Джек Уэбб начинал свою карьеру в 1940-е годы как радио-, а затем и киноактёр. В период 1948-66 годов он принял участие почти в 20 фильмах, сыграв «несколько мощных, хотя и небольших ролей в фильмах 1950-х годов». Особенно высоко критика оценила его игру в роли инвалида войны в драме «Мужчины» (1950) . Он также успешно сыграл роли второго плана в четырёх фильмах нуар — «Он бродил по ночам» (1948), «Тёмный город» (1950), «Бульвар Сансет» (1950) и «Свидание с опасностью» (1951), а также исполнил главные в роли в нескольких фильмах, где он сам выступал как продюсером, так и режиссёром — «Облава (Сети зла)» (1954), «Блюз Пита Келли» (1955), «Инструктор» (1957) и «-30-»(1959). За время своей кинокарьеры Уэбб играл с такими звёздами Голливуда, как Марлон Брандо, Уильям Холден, Алан Лэдд и Чарльтон Хестон.
Однако, как отмечает Хэннсберри, больше всего Уэбб прославился с конца 1940-х годов как создатель, продюсер, режиссёр, сценарист и звезда полудокументального криминального радио-, а затем и телесериала «Облава», с которым «его имя связано наиболее тесно и непосредственно». По свидетельству Прайора, Уэбб достиг общенациональной известности в первые годы существования телевидения благодаря роли сержанта Джо Фрайдэя в телесериале «Облава». Как далее пишет газета, первоначально «Уэбб создал свой знаменитый образ немногословного детектива из Лос-Анджелеса для радиошоу 1949 года, а в 1952 году переработал его для телесериала, который пользовался широкой популярностью на протяжении последующих семи лет. Краткие реплики и строгий стиль сериала „Облава“ оказали большое влияние на телевидение в начале и середине 1950-х годов. Его запоминающаяся музыкальная тема из четырёх нот и самая известная фраза Уэбба: „Только факты, мэм“ стали предметом многочисленных шуток для целого поколения пародистов».
По мнению Хэннсберри, сериал «Облава» сохраняет свою популярность, влияние и привлекательность и десятилетия спустя. В сезоне 1989-90 годов на экраны выходил возрождённый сериал «Облава», а 1987 году вышел комедийный фильм с Дэном Экройдом в роли Джо Фрайдэя, племянника персонажа Уэбба, и Томом Хэнксом. В этом фильме старый партнёр Уэбба Гарри Морган вновь сыграл роль Билла Гэннона, который к этому времени стал капитаном и одним из руководителей полицейского управления. В 2003-04 годах по мотивам классического сериала вышел новый сериал «Облава Лос-Анджелес», который в России получил название «Прочная сеть».
При этом, как отмечает Прайор, «несмотря на свой успех, Уэбб никогда не считал себя крупным актёром». Он однажды сказал интервьюеру, что никогда не рассматривал себя как конкурента Грегори Пеку или Джеку Леммону: «Я не был влюблён в актёрскую профессию. Она мне просто досталась как наследство». В 1960 году Уэбб сказал: «Я знаю свой предел как актёра, и я хочу остаться в его рамках. Шекспир — это вряд ли для меня. Я играю, когда могу справиться с ролью, а остальную энергию использую на продюсерство и режиссуру».
Как криэйтор и продюсер, Уэбб, по словам Хэннсберри, «был известен своим скрупулёзным вниманием к деталям, стремлением к совершенству и работой без устали по 12-14 часов в день». Помимо «Облавы» создал ещё несколько телесериалов, самыми успешными среди которых, по словам Эриксона, были «Адам-12» (1968-75) и «Критическое положение!» (1972-77).
Как отмечает Хэннсберри, преждевременная «смерть Джека Уэбба привела к концу одну из самых плодотворных и новаторских карьер в истории телевидения». При разработке своих сериалов «Джек Уэбб опередил своё время, и через многие годы после смерти его новаторское влияние» заметно в таких популярных телесериалах, как «Полиция Нью-Йорка» (1993—2005), «Секретные материалы» (1993—2002) и «Скорая помощь» (1994—2009).
За рамками экрана, как пишет Хэннсберри, «Джэка Уэбба будут помнить как талантливого и энергичного актёра, продюсера и режиссёра, который также вызывает восхищение как очень уважаемый человек». Его многолетний партнёр Гарри Морган сказал после смерти актёра: «У Джэка был настолько строгий вид и лаконичная речь, что он казался в „Облаве“ бесчувственным. На самом деле всё было совершенно наоборот… Это был человек величайшей теплоты, щедрости и привлекательности».

## Личная жизнь
В 1947 году в Лос-Анджелесе Уэбб женился на молодой певице и актрисе Джули Лондон, которую, вероятно, более всего помнят по хиту 1955 года Cry Me a River. Они познакомились накануне войны, когда Уэбб работал в магазине одежды, а Лондон работала в том же здании оператором лифта. Ему был 21 год, а ей — 15. Позднее у них родилось две дочери — Стэйси в 1950 году (погибла в автокатастрофе в 1996 году) и Лиза — в 1952-м. Однако из-за постоянного отсутствия Уэбба пара сначала стала жить раздельно, а затем Лондон подала на развод. В интервью в декабре 1953 года Уэбб признавал: «Это была моя вина. Я никогда не приходил домой вовремя к ужину. А когда приходил, я обычно был настолько перегружен собственными проблемами, что не мог уделить внимание своей жене. Я не видел детей, если не считать двух минут утром, когда я отправлялся на студию, и в воскресенье… Я не могу остановиться в работе или перестать переживать по поводу шоу. Я сойду с ума, если попробую сделать это. И таким образом наш брак подошёл к точке, когда одной любви было уже недостаточно». В 1954 году они подписали соглашение о разводе, в соответствии с которым Лондон получила опеку над двумя их детьми, 300 тысяч долларов наличными и 18 тысяч годового содержания, драгоценности, автомобиль и полностью оборудованный дом стоимостью 50 тысяч долларов.
В 1955 году Уэбб женился снова, на этот раз на Дороти Тоун, с которой познакомился, когда она исполняла эпизодическую роль в одном из эпизодов «Облавы». Но этот союз был очень бурным с самого начала, он характеризовался публичными перебранками и несколькими расставаниями, и в итоге через два года пара развелась. В 1956 году Уэбб говорил: «Дороти была хорошей девушкой, и я испытываю к ней глубочайшее уважение. Но бессмысленно оставаться вместе, если вы несчастливы». В 1958 году актёр женился в третий раз Жаклин Лоухери, которая в 1952 году была Мисс США, но через шесть лет этот брак также завершился разводом. Четвёртый брак для Уэбба стал счастливым — женившись в 1980 году на Опал Райт, он прожил с ней до своей смерти.

## Смерть
По мнению Эриксона, Уэбб, вероятно, продолжил бы работать и в 1980-е годы, если бы привичка к алкоголю и курению не ускорила его смерть. 23 декабря 1982 года после жалоб на серьёзные боли в желудке и потерю сознания Уэбб умер от инфаркта в своём доме в Западном Голливуде, в возрасте 62 лет.
Как отметил Прайор, поскольку большинство сериалов Уэбба было произведено в тесном сотрудничестве с Департаментом полиции Лос-Анджелеса, Департамент на один день приспустил флаги на зданиях своей штаб-квартиры и в местных отделениях. Его похоронили со всеми почестями Департамента, а полицейский значок № 714, который он использовал как Джо Фрайдей в столь многих своих фильмах, Департамент закрепил за ним. Кроме того, после смерти Уэбба Департамент учредил Премию Джэка Уэбба, которая ежегодно вручается гражданам, оказывающим поддержку органам защиты правопорядка.

## Фильмография

### Актёр
- 1932 — Трое в паре / Three on a Match — мальчик во дворе (в титрах не указан)
- 1948 — Бессмысленный триумф / Hollow Triumph — Бычий глаз (в титрах не указан)
- 1948 — Он бродил по ночам / He Walked by Night — Ли Уайти
- 1949 — Меч в пустыне / Sword in the Desert — Хоффман (в титрах не указан)
- 1950 — Мужчины / The Men — Норм
- 1950 — Бульвар Сансет / Sunset Blvd. — Арти Грин
- 1950 — Тёмный город / Dark City — Оджи
- 1950 — Дворцы Монтесумы / Halls of Montezuma — корреспондент Дикерман
- 1951 — Теперь ты на флоте / You’re in the Navy Now — мичман Энтони «Тони» Барбо
- 1951 — Свидание с опасностью / Appointment with Danger — Джо Ригас
- 1951-59 — Облава / Dragnet — сержант Джо Фрайдэй (телесериал, 276 эпизодов)
- 1954 — Сети зла / Dragnet — сержант Джо Фрайдэй
- 1955 — Блюз Пита Келли / Pete Kelly’s Blues — Пит Келли
- 1957 — Инструктор / The D.I. — сержант артиллерии Джим Мур
- 1959 — −30- / −30- — Сэм Гэтлин
- 1961 — Сила готовности / A Force in Readiness — рассказчик в кадре
- 1961 — Последний раз, когда я видел Арчи / The Last Time I Saw Archie — Уильям «Билл» Бауэрс
- 1962 — Красный кошмар / Red Nightmare — рассказчик в кадре (короткометражка)
- 1962-63 — Истории журнала «Тру» / G.E. True — рассказчик (телесериал, 15 эпизодов)
- 1967-70- Облава 1967 / Dragnet 1967 — сержант Джо Фрайдэй (телесериал, 98 эпизодов)
- 1968 — Звёздный торговец / Star Spangled Salesman — охранник (короткометражка)
- 1968 — Патрульные собаки ВВС США / Patrol Dogs of the United States Air Force — рассказчик (короткометражка)
- 1969 — Облава 1966 / Dragnet 1966 — сержант Джо Фрайдэй (телефильм)
- 1970-73 — Адам-12 / Adam-12 — диктор (телесериал, 2 эпизода)
- 1971 — Партнёры / The Partners — комиссар Нортон (телесериал, 1 эпизод)
- 1971-72 — О’Хара, Казначейство США / O’Hara, U.S. Treasury — рассказчик (телесериал, 1 эпизод)
- 1978-79 — Проект НЛО / Project U.F.O. — рассказчик (телесериал, 26 эпизодов, в титрах не указан)

### Продюсер
- 1952-59 — Облава / Dragnet (телесериал, 37 эпизодов)
- 1955 — Блюз Пита Келли / Pete Kelly’s Blues
- 1956-57 — Ноев ковчег / Noah’s Ark (телесериал, 7 эпизодов)
- 1957 — Люди / People
- 1957 — Окружной прокурор / The D.I.
- 1959 — Человек окружного прокурора / The D.A.'s Man (телесериал, 4 эпизода)
- 1959 — −30- / −30-
- 1959 — Блюз Пита Келли / Pete Kelly’s Blues (телесериал, 13 эпизодов)
- 1960 — Калвин и Клайд / Calvin & Clyde (телефильм)
- 1961 — Последний раз, когда я видел Арчи / The Last Time I Saw Archie
- 1962 — Красный кошмар / Red Nightmare (короткометражка, в титрах не указан)
- 1962-63 — Истории журнала «Тру» / G.E. True (телесериал, 5 эпизодов)
- 1963 — Человек из Галвестона / The Man from Galveston
- 1963-64 — Сансет-Стрип, 77 / 77 Sunset Strip (телесериал, 20 эпизодов)
- 1963-64 — Темпл Хьюстон / Temple Houston (телесериал, 26 эпизодов)
- 1967-70 — Облава 1967 / Dragnet 1967 (телесериал, 98 эпизодов)
- 1968-74 — Адам-12 / Adam-12 (телесериал, 103 эпизода)
- 1969 — Облава 1966 / Dragnet 1966 (телефильм)
- 1969 — Окружной прокурор: Убийство первой степени / D.A.: Murder One (телефильм)
- 1971 — Окружной прокурор: Заговор убийства / D.A.: Conspiracy to Kill (телефильм)
- 1971 — Окружной прокурор / D.A. (телесериал, 1 эпизод)
- 1971 — О’Хара, Казначейство США / O’Hara, U.S. Treasury (телесериал, 3 эпизода)
- 1972 — Критическое положение! / Emergency! (телесериал, 12 эпизодов)
- 1972 — Хек Рэмси / Hec Ramsey (телесериал, 1 эпизод)
- 1973 — Погоня / Chase (телефильм)
- 1973 — Погоня / Chase (телесериал, 1 эпизод)
- 1974 — Сьерра / Sierra (телесериал, 11 эпизодов)
- 1974 — Рейнджеры / The Rangers (телефильм)
- 1975 — Кряж Чёрной жемчужины / The Log of the Black Pearl (телефильм)
- 1975 — Мобильная группа Один / Mobile One (телесериал, 1 эпизод)
- 1975 — Мобильная группа Два / Mobile Two (телефильм)
- 1977-78 — Сэм / Sam (телесериал, 7 эпизодов)
- 1978-79 — Проект Н. Л.О. / Project U.F.O. (телесериал, 26 эпизодов)
- 1978 — Маленький Мо / Little Mo (телефильм)
- 1982 — 25-й человек / The 25th Man (телефильм)

### Сценарист/Криэйтор
- 1951-59 — Облава / Dragnet (телесериал, 276 эпизодов)
- 1954 — Сети зла / Dragnet (телесериал, сценарий, в титрах не указан)
- 1956 — Телевизионный театр «Форда» / The Ford Television Theatre (телесериал, 1 эпизод)
- 1956 — Ноев ковчег / Noah’s Ark (телесериал, 4 эпизода)
- 1959 — Блюз Пита Келли / Pete Kelly’s Blues (телесериал, 1 эпизод)
- 1967-70 — Облава 1967 / Dragnet 1967 (телесериал, 98 эпизодов)
- 1968-75 — Адам-12 / Adam-12 (телесериал, 174 эпизода)
- 1971-72 — О’Хара, Казначейство США / O’Hara, U.S. Treasury (телесериал, 22 эпизода)
- 1977 — Сэм / Sam (телесериал, 1 эпизод)
- 1990-91 — Новый Адам 12 / The New Adam-12 (телесериал, 12 эпизодов)
- 2003-04 — Прочная сеть / Dragnet (телесериал, 22 эпизода)

### Режиссёр
- 1951-59 — Облава / Dragnet (телесериал, 85 эпизодов)
- 1954 — Сети зла / Dragnet
- 1955 — Блюз Пита Келли / Pete Kelly’s Blues
- 1956 — Ноев ковчег / Noah’s Ark (телесериал, 2 эпизода)
- 1957 — Инструктор / The D.I.
- 1959 — Человек окружного прокурора / The D.A.'s Man (телесериал, 2 эпизода)
- 1959 — −30- /-30-
- 1960 — Калвин и Клайд / Calvin & Clyde (телефильм)
- 1961 — Последний раз, когда я видел Арчи / The Last Time I Saw Archie
- 1962 — Истории журнала «Тру» / G.E. True (телесериал, 2 эпизода)
- 1967-69 — Облава 67 / Dragnet 67 (телесериал, 98 эпизодов)
- 1968-74 — Адам-12 / Adam-12 (телесериал, 2 эпизода)
- 1969 — Облава 1966 / Dragnet 1966 (телефильм)
- 1971 — О’Хара, Казначейство США / O’Hara, U.S. Treasury (телесериал, 1 эпизод)
- 1971 — Окружной прокурор / The D.A. (телесериал)
- 1972-75 — Критическое положение! / Emergency! (телесериал, 2 эпизода)
- 1973 — Погоня / Chase (телефильм)
- 1973 — Погоня / Chase (телесериал)
- 1977 — Сэм / Sam (телесериал, 1 эпизод)
- 1978 — Проект Н. Л.О. / Project U.F.O. (телесериал)